# سوليفان إس آيلاند (كارولاينا الجنوبية)
سوليفان إس آيلاند (بالإنجليزية: Sullivan's Island town, South Carolina)‏ هي بلدة تقع بولاية كارولاينا الجنوبية في الولايات المتحدة. تبلغ مساحتها 8.91 كم2، وترتفع عن سطح البحر 2.7432000000000003 م، بلغ عدد سكانها 1,791 نسمة في عام 2010 حسب إحصاء مكتب تعداد الولايات المتحدة وتصل الكثافة السكانية فيها 201 نسمة لكل كيلومتر مربع (520.6/ميل2).

## التركيبة السكانية
حدّد مكتب تعداد الولايات المتحدة بيانات التركيبة السكانية لسوليفان إس آيلاند في تعداد الولايات المتحدة. في ما يلي، التركيبة السكانية حسب تعدادي 2000 و2010.

### تعداد عام 2000
بلغ عدد سكان سوليفان إس آيلاند 1,911 نسمة بحسب تعداد عام 2000، وبلغ عدد الأسر 797 أسرة وعدد العائلات 484 عائلة مقيمة في البلدة. في حين سجلت الكثافة السكانية 214.5 نسمة لكل كيلومتر مربع (555.6/ميل2). وبلغ عدد الوحدات السكنية 1,045 وحدة بمتوسط كثافة قدره 117.3 لكل كيلومتر مربع (303.8/ميل2).
وتوزع التركيب العرقي للبلدة بنسبة 98.74% من البيض و0.63% من الأمريكيين الأفارقة و0.05% من الأمريكيين الأصليين و0.16% من الأمريكيين ذوي الأصول الآسيوية و0.42% من عرقين مختلطين أو أكثر و0.84% من الهسبانيون أو اللاتينيون من أي عرق.
بلغ عدد الأسر 797 أسرة كانت نسبة 30.9% منها لديها أطفال تحت سن الثامنة عشر تعيش معهم، وبلغت نسبة الأزواج القاطنين مع بعضهم البعض 50.9% من أصل المجموع الكلي للأسر، ونسبة 7% من الأسر كان لديها معيلات من الإناث دون وجود شريك، بينما كانت نسبة 2.8% من الأسر لديها معيلون من الذكور دون وجود شريكة وكانت نسبة 39.3% من غير العائلات. تألفت نسبة 29.9% من أصل جميع الأسر من عدة أفراد يعيشون في نفس المنزل ونسبة 7% كانت تتألف من شخص يعيش بمفرده يبلغ من العمر 65 عاماً أو أكثر. وبلغ متوسط حجم الأسرة المعيشية 2.40، أما متوسط حجم العائلات فبلغ 3.01.
بلغ العمر الوسطي للسكان 40.9 عاماً. وكانت نسبة 24% من القاطنين تحت سن الثامنة عشر، وكانت نسبة 5% بين الثامنة عشر والرابعة والعشرين عاماً، ونسبة 29% كانت واقعةً في الفئة العمرية ما بين الخامسة والعشرين والرابعة والأربعين عاماً، ونسبة 31% كانت ما بين الخامسة والأربعين والرابعة والستين، ونسبة 10.9% كانت ضمن فئة الخامسة والستين عاماً فما فوق. يوجد لكل 100 أنثى 100.7 ذكر، ويوجد لكل 100 أنثى في الثامنة عشر من عمرها فما فوق 97.7 ذكر.
بلغ متوسط دخل الأسرة في البلدة 72,955 دولارًا، أما متوسط دخل العائلة فبلغ 96,455 دولارًا. وكان متوسط دخل الذكور 58,571 دولارًا مقابل 41,029 دولارًا للإناث. وسجل دخل الفرد الخاص بالبلدة 49,427 دولارًا. وكانت نسبة 1.4% من العائلات ونسبة 4.2% من السكان تحت خط الفقر، وكان من هؤلاء نسبة 2.9% تحت سن الثامنة عشر ونسبة 0.9% في الخامسة والستين من العمر وما فوق.

### تعداد عام 2010
بلغ عدد سكان سوليفان إس آيلاند 1,791 نسمة بحسب تعداد عام 2010، وبلغ عدد الأسر 765 أسرة وعدد العائلات 482 عائلة مقيمة في البلدة. في حين سجلت الكثافة السكانية 201 نسمة لكل كيلومتر مربع (520.6/ميل2). وبلغ عدد الوحدات السكنية 1,054 وحدة بمتوسط كثافة قدره 118.3 لكل كيلومتر مربع (306.4/ميل2).
وتوزع التركيب العرقي للبلدة بنسبة 98.38% من البيض و0.78% من الأمريكيين الأفارقة و0.17% من الأمريكيين ذوي الأصول الآسيوية و0.11% من الأعراق الأخرى و0.56% من عرقين مختلطين أو أكثر و1.12% من الهسبانيون أو اللاتينيون من أي عرق.
بلغ عدد الأسر 765 أسرة كانت نسبة 28.2% منها لديها أطفال تحت سن الثامنة عشر تعيش معهم، وبلغت نسبة الأزواج القاطنين مع بعضهم البعض 54.2% من أصل المجموع الكلي للأسر، ونسبة 5.8% من الأسر كان لديها معيلات من الإناث دون وجود شريك، بينما كانت نسبة 3% من الأسر لديها معيلون من الذكور دون وجود شريكة وكانت نسبة 37% من غير العائلات. تألفت نسبة 27.6% من أصل جميع الأسر من عدة أفراد يعيشون في نفس المنزل ونسبة 8.1% كانت تتألف من شخص يعيش بمفرده يبلغ من العمر 65 عاماً أو أكثر. وبلغ متوسط حجم الأسرة المعيشية 2.34، أما متوسط حجم العائلات فبلغ 2.91.
بلغ العمر الوسطي للسكان 47.1 عاماً. وكانت نسبة 21.7% من القاطنين تحت سن الثامنة عشر، وكانت نسبة 5.9% بين الثامنة عشر والرابعة والعشرين عاماً، ونسبة 19.4% كانت واقعةً في الفئة العمرية ما بين الخامسة والعشرين والرابعة والأربعين عاماً، ونسبة 38.2% كانت ما بين الخامسة والأربعين والرابعة والستين، ونسبة 14.7% كانت ضمن فئة الخامسة والستين عاماً فما فوق. وتوزع التركيب الجنسي للسكان بنسبة 49.4% ذكور و50.6% إناث.